# الانتخابات البرلمانية النرويجية 2001
أُجريت الانتخابات البرلمانية في النرويج يومي التاسع والعاشر من شهر سبتمبر عام 2001. خسر حزب العمال الحاكم عدداً من المقاعد وكانت النسبة التي حصل عليها من مجموع الأصوات الأسوأ على الإطلاق في أي انتخابات جرت بعد الحرب العالمية الثانية، حيث فاز الحزب بنسبة 24.3% من المجموع الكلي للأصوات ليضمن 43 مقعداً من أصل 165 في البرلمان النرويجي ما يعني خسارة العمال 11 نقطة عن الانتخابات السابقة، ولم يستطع العمال على أثر ذلك تشكيل تشكيل حكومة وحدهم؛ فحكومة ستولتنبرغ الأولى التي شكلوها لم تدم طويلاً؛ وانحلت ليتشكل عوضاً عنها ائتلاف وسط يمين تألف من حزب المحافظين والحزب الديمقراطي المسيحي والحزب الليبرالي بقيادة رئيس الوزراء شيل ماغنه بونديفيك من الحزب الديمقراطي المسيحي، كما منح حزب التقدم الائتلاف الثقة والموارد.

## النتائج
| الحزب                                     | الأصوات   | %    | المقاعد | +/–  |
| ----------------------------------------- | --------- | ---- | ------- | ---- |
| حزب العمال                                | 612,632   | 24.3 | 43      | –22  |
| حزب المحافظين                             | 534,852   | 21.2 | 38      | +15  |
| حزب التقدم                                | 369,236   | 14.6 | 26      | +1   |
| الحزب الاشتراكي اليساري                   | 316,397   | 12.5 | 23      | +14  |
| حزب الشعب المسيحي                         | 312,839   | 12.4 | 22      | –3   |
| حزب الوسط                                 | 140,287   | 5.6  | 10      | –1   |
| الحزب الليبرالي                           | 98,486    | 3.9  | 2       | –4   |
| الحزب الساحلي                             | 44,010    | 1.7  | 1       | جديد |
| تحالف الحمر الانتخابي                     | 30,015    | 1.2  | 0       | 0    |
| الحزب السياسي                             | 19,457    | 0.8  | 0       | جديد |
| حزب المتقاعدين                            | 17,940    | 0.7  | 0       | 0    |
| حزب الوحدة المسيحي                        | 6,742     | 0.3  | 0       | جديد |
| حزب الخضر                                 | 3,785     | 0.2  | 0       | 0    |
| حزب الوطن                                 | 2,353     | 0.1  | 0       | 0    |
| الحزب الشيوعي النرويجي                    | 1,726     | 0.1  | 0       | 0    |
| حزب الشعب النرويجي                        | 1,609     | 0.1  | 0       | جديد |
| نواب غير حزبيون                           | 1,052     | 0.0  | 0       | 0    |
| الديمقراطيون الاجتماعيون                  | 351       | 0.0  | 0       | جديد |
| حزب القانون الطبيعي                       | 269       | 0.0  | 0       | 0    |
| حزب الشعب الليبرالي                       | 166       | 0.0  | 0       | 0    |
| قوائم المقاطعة                            | 7,616     | 0.3  | 0       | جديد |
| الأصوات الفارغة والباطلة                  | 13,956    | –    | –       | –    |
| المجموع                                   | 2,535,776 | 100  | 165     | 0    |
| المقترعون المسجلون/معدل المشاركة          | 3,359,433 | 75.5 | –       | –    |
| المصدر: قاعدة بيانات الانتخابات الأوروبية |           |      |         |      |

## وصلات خارجية
- Storting Election 2001 - أسوأ انتخابات للعمال في 77 سنة - هيئة إحصاءات النرويج
- نتائج مفصلة (بالنرويجية)
- النتائج حسب المقاطعة من أرشيف آدم كار للانتخابات